# Thomas Littleton Powys
 (avril 2019).
Si vous disposez d'ouvrages ou d'articles de référence ou si vous connaissez des sites web de qualité traitant du thème abordé ici, merci de compléter l'article en donnant les références utiles à sa vérifiabilité et en les liant à la section « Notes et références ».
Thomas Littleton Powys (18 mars 1833 – 17 juin 1896), 4e baron Lilford, est un aristocrate et ornithologue anglais.

## Biographie
Il est l'un des huit fondateurs de la British Ornithologists' Union en 1858 et son président de 1867 à sa mort. Il est aussi le premier président de la Northamptonshire Natural History Society.
Il a beaucoup voyagé, particulièrement dans la région méditerranéenne, et sa grande collection d'oiseaux est maintenue dans le sous-sol de sa maison, Lilford Hall, jusqu'en 1991. Ses volières comportent des oiseaux de tous les pays, notamment des nandous, des kiwis, des canards à tête rose et même un couple de gypaètes barbus. Il est responsable de l'introduction de la chouette chevêche en Angleterre dans les années 1880.
Il écrit aussi sur les oiseaux, dont les Notes sur les oiseaux du Northamptonshire et ses environs (Notes on the Birds of Northamptonshire and Neighbourhood) en 1895 et les Dessins en couleur des oiseaux des îles britanniques (Coloured Figures of the Birds of the British Islands) complété par Osbert Salvin (1835-1898) après sa mort.